# 54.º Regimiento de Infantería de Voluntarios de Massachusetts
El 54º Regimiento de Infantería de Voluntarios de Massachusetts fue un regimiento de infantería con un amplio servicio en el Ejército de la Unión durante la guerra de Secesión estadounidense. Este regimiento fue una de las primeras unidades oficiales formada por personas de color en los Estados Unidos durante la guerra civil. Los reclutas del 1.er Regimiento de Voluntarios de Carolina del Sur (Unión) estaba formado por los esclavos liberados, fue el primer regimiento del Ejército de la Unión en el que sus filas tenían a soldados afroestadounidenses en la Guerra Civil, aunque muchos habían luchado en la Guerra de Independencia de los Estados Unidos y la Guerra de 1812 en ambos lados.

## Historia
El regimiento fue organizado en marzo de 1863 por el Gobernador de Massachusetts, John A. Andrew. Estaba al mando del coronel Robert Gould Shaw, cargo que se le dio tras la aprobación de la Proclamación de Emancipación. Fue el Secretario de Guerra Edwin M. Stanton quien decidió que fueran oficiales de piel blanca los que estuvieran al frente de las unidades de "color". La decisión de que fuera Robert Gould Shaw fue decretada por el Gobernador J. A. Andrew, que también designó a Norwood Penrose “Pen” Hallowell como segundo cargo de la unidad, con el grado de teniente coronel.
Al igual que muchos oficiales de regimientos formados por tropas afroestadounidenses, tanto Shaw como Hallowell ascendieron varios grados, iniciando sus carreras en estos regimientos desde el grado de Capitán. El resto de oficiales iban siendo designados a su vez por Shaw y Hallowell. Muchos de estos oficiales venían de familias de carácter abolicionista y mientras otros fueron también elegidos por el Gobernador J. A. Andrew. Al teniente coronel Hallowell lo acompañaba su hermano menor Edward Needles Hallowell, quien destacó en el regimiento y terminó ascendiendo en el escalafón tras la muerte del ya capitán Robert Gould Shaw. 24 de los 29 oficiales eran veteranos, solo seis habían conseguido sus cargos previamente.
Los soldados fueron alistados por los abolicionistas (entre los que se encontraba la familia de Shaw). El teniente J. Appleton era uno de los que enrolaban a los soldados al ser el primer superior que estaba en la cabeza del regimiento, entre los esfuerzos realizados para que el reclutamiento de negros fuera efectivo incluyó la publicación de un anuncio en el Diario de Boston y la celebración de un acto de incorporación a filas acelerada en la iglesia Joy Street, con Edward L. Pierce y Wendell Phillips que eran los principales animadores de negros sobre todo libres, para engrosar las filas del regimiento. Este grupo de reclutamiento fue conocido más tarde como “El Comité Negro”.
El 54.º fue entrenado en el Campamento Meigs, en Readville, cerca de Boston. Tuvo bastante apoyo moral de parte de los abolicionistas de Massachusetts, entre los que se encontraba el poeta Ralph Waldo Emerson. Dicho apoyo contaba, entre otras cosas, con materia como ropa de abrigo, banderas de batalla y 500 dólares para la equipación y formación del regimiento. Como era de prever, fueron mucho más los reclutas que se presentaron que los que necesitaba el regimiento en sí, por lo que los exámenes médicos fueron calificados de “muy rígidos y realizados a fondo”. Ello dio lugar a lo que después se describió como “el conjunto más fuerte, sólido y saludable de hombres” jamás reunido en el ejército de los Estados Unidos. Por el hecho de realizar esta selección, muy pocos fueron los hombres que fallecieron por distintas enfermedades contraídas antes de la partida del campamento donde se formaban.
La mayoría de los componentes del regimiento marcharon con la moral muy alta. La proclamación del 23 de diciembre de 1862, del presidente de los Estados Confederados de América, Jefferson Davis dictaba que los oficiales alistados estaban sentenciado a la pena de muerte si eran capturados. Esta proclamación se hizo efectiva por el Congreso de la Confederación en enero de 1863 aplicándose tanto a oficiales blancos como a los reclutas negros que hubieran o no sido esclavos. Promulgó medidas draconianas a la mayoría de los estados sureños para evitar “insurrecciones serviles” como la producida el 21 de agosto de 1831, encabezada por Nathaniel Turner.
Aunque el regimiento tenía la esperanza de iniciar sus acciones defendiendo la Unión el 28 de mayo de 1863, solo comenzó realizando trabajos manuales. El 54.º empezó a hacerse famoso en una redada que llevó a cabo en la ciudad de Darien, en el estado de Georgia, después de que el coronel James Montgomery ordenada el saqueo y quema de la ciudad. Sin embargo, el regimiento tuvo una mínima y casi insignificante participación con las objeciones del coronel Shaw, que destacó el hecho como una “acción satánica”.
La primera acción bélica del regimiento tuvo lugar con la escaramuza realizada a las tropas confederadas en James Island, del estado de Carolina del Sur, el 16 de julio. El regimiento detuvo un asalto confederado, perdiendo 42 hombres durante la maniobra.
El regimiento ganó el reconocimiento el 18 de julio de 1863, cuando se produjo el asalto a Fort Wagner, cerca de Charleston, en Carolina del Sur. Fue en esta batalla, donde el coronel Shaw perdió la vida a causa de las heridas (24 horas más tarde), junto con 29 de sus hombres, otros 15 fueron capturados y 52 se dieron por desaparecidos en la acción, también hubo 149 heridos. El total de bajas del regimiento fue de 272, el número más alto de los causados en un solo combate durante la guerra al 54.º Regimiento. Aunque no fueron capaces de tomar en su totalidad la fortaleza (ya que se habían hecho con una de las murallas en el primer asalto producido una semana antes), destacó el valor de sus hombres durante toda la batalla, ello fomentó el posterior alistamiento y movilización de gran parte de los afroestadounidenses a las tropas estadounidenses, hecho de gran importancia para el presidente Abraham Lincoln que denotó que con ello podría asegurarse la victoria final. Cabe destacar que el sargento William Harvey Carney fue galardonado con la Medalla de Honor cuatro décadas más tarde por haber sido el abanderado que llegó hasta las murallas enemigas y regresó, durante el acto de entrega solo dijo: “Muchachos, sólo cumplí con mi deber, la bandera nunca cayó a tierra”. Mientras otros afroestadounidenses ya habían tenido el reconocimiento y recibida la medalla, tuvo que pasar todo ese tiempo para que la tarea desempeñada por Carney fuera reconocida.
Irónicamente, durante la semana previa a la batalla que acrecentó la fama del 54.º Regimiento, los conflictos raciales llegaron a su clímax en el puerto de Nueva York, cuando los afroestadounidenses de dos zonas de la ciudad fueron golpeados, torturados y linchados por turbas blancas enfurecidas por el reclutamiento que se hacía de ellos para la guerra de la Unión. El inicio de estas revueltas fue el hecho de que dichas bandas de blancos pensaban que la Guerra Civil se había iniciado por el tema que relacionaba a los negros y la abolición de la esclavitud. Sin embargo, la acción del valiente regimiento 54.º serviría para aplacar la ira de estas turbas enardecidas.
Tras el fallecimiento del coronel Shaw y bajo el mando del coronel Edward Hallowell, el 54.º entró en acción nuevamente cubriendo la retaguardia durante la retirada de la Unión en la batalla de Olustee. En noviembre de 1864 una brigada al mando del coronel Alfred S. Hartwell atacó sin éxito una milicia confederada, batalla conocida como de Honey Hill. A mediados de abril de 1865, entraron en combate en la Batalla de Boykin’s Mill, un lugar apartado de Carolina del Sur, siendo uno de los últimos combates consumados durante la guerra.

## Problemas con la remuneración
Los soldados afroestadounidenses que se iban reclutando tenían entre sus condiciones que sus actividades serían igual de remunerada y con las mismas prestaciones que los sueldos de los soldados blancos del mismo regimiento. Esto equivaldría a 13 dólares al mes y la manutención. Pero dichos soldados afroestadounidenses tenían derecho a 10 dólares de los que se les restaría 3 dólares por el mantenimiento de la ropa (a los soldados blancos no se les cobraba nada), lo que equivalía al final como sueldo mensual de 7 dólares por persona de color. El coronel Shaw y otros mandos se opusieron inmediatamente a tal medida. Así que el estado de Massachusetts se ofreció a sufragar tal gasto en principio, pero se empezaron a iniciar boicots en los días de pago en todo el regimiento.
Tras el fallecimiento del coronel Shaw en Fort Wagner, tomó las riendas de la lucha para recuperar el sueldo completo de sus tropas el coronel E. N. Hallowell. El 18 de junio de 1864 toma el mando del regimiento el teniente coronel Hooper, pues el coronel Hallowell inició un permiso para iniciar conversaciones para reivindicar la igualdad de sueldos por personas fuera del color que fuese la persona. Casi pasado el mes, el 16 de julio, regresa al frente el coronel Hallowell. Al final el Congreso de los Estados Unidos tomó las medidas correspondientes y a partir del 28 de octubre de 1864, el 54.º regimiento comenzó a cobrar lo que le correspondía después de 18 meses de servicio.
El proyecto de ley del Congreso autorizó la retribución completa a todos los hombres libres que se alistaron desde abril de 1864, por supuesto no todos los hombres entraron en el mismo lote. El Coronel Hallowell, que era cuáquero, intentó convencerles de que todos habían jurado ser hombres libres, porque el no creía en la esclavitud.
La negación a pagar sus actividades en su totalidad le hizo sacar al regimiento fuerzas de flaqueza y demostró que sus hombres tenían antes que nada el honor y el orgullo de hacer bien su trabajo. De hecho, en la batalla de Olustee, cuando le fue ordenada la retaguardia para la protección de otras tropas de la Unión, los hombres avanzaban al grito de “¡Massachusetts y siete dólares al mes!”, lo que ellos desconocían era que el Congreso habían aceptado con mayoría de voto la remuneración de todo el regimiento por igual.

## Legado

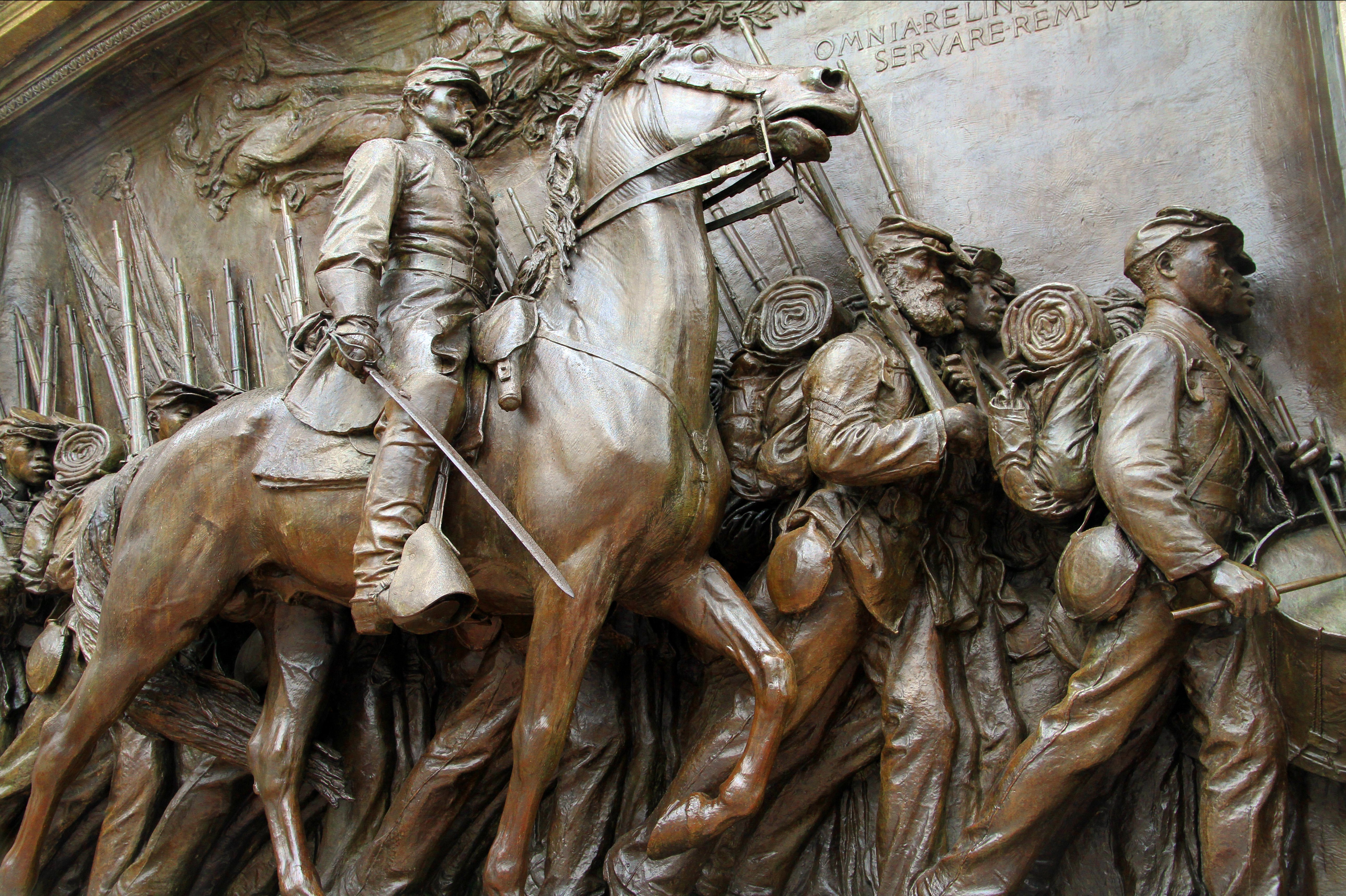
Monumento en Boston

El regimiento fue disuelto tras la guerra civil dejando un fuerte legado, como el monumento realizado entre los años 1894 y 1898 por Augustus Saint-Gaudens en Boston Common, que forma parte del “sendero del patrimonio afroestadounidense” (Boston Black Heritage Trail).
Una composición musical, realizada por Charles Ives, es conocida como “El Coronel Shaw y su regimiento de color” y el primer movimiento es conocido como “Tres Lugares de Nueva Inglaterra”, están basados en el monumento comentado.
El coronel Shaw y sus hombres ocupan también un lugar destacado en el poema de Robert Lowell conmemorativo del Centenario de la Guerra Civil del año 1964, titulado “For the Union Dead” “Por los muertos de la Unión”, Lowell invoca el realismo que se percibe del monumento de Saint-Gaudens:
Dos meses después de marchar a través de Boston,
la mitad del regimiento había muerto;
durante la dedicatoria,
William James casi podía oír respirar a los negros de bronce.
Más tarde, observando a Shaw y sus hombres muertos:
El padre de Shaw no quería monumento alguno
más que la zanja,
donde el cuerpo de su hijo fue arrojado
y perdido junto con sus "negracos".
Un oficial de la Unión pidió a una los Confederados de la Batería Wagner que devolviesen los restos del cuerpo del coronel Shaw, pero el comandante de los Confederados, el brigadier general Jonson Hagood le dijo que, "Lo hemos sepultado junto con sus negracos". El padre de Shaw escribió más tarde que estaba orgulloso de que su hijo Robert, un feroz luchador y defensor de la igualdad, hubiera sido enterrado de aquella manera. “Pensamos que el lugar de enterramiento del soldado está en el campo de batalla donde ha caído luchando”. Al finalizar la Guerra Civil, el 1.er Regimiento de Voluntarios de Carolina del Sur y el 33.º Regimiento de Negros, se reunieron en el mismo sitio donde la Batería Wagner puso fin al 54.º Regimiento, realizando un acto de reconocimiento y honor hacia tan valeroso Regimiento.
En el año 1989 fue realizada la película titulada "Tiempos de gloria" o también conocida como "Gloria", según el país donde la proyectara, donde se contaba la hazaña del regimiento y protagonizada por Matthew Broderick como coronel Robert Gould Shaw, Denzel Washington como soldado Tripp, Morgan Freeman como sargento mayor John Rawlins, Cary Elwes como mayor Cabot Forbes y un largo etcétera. Esta película sirvió para realzar la imagen de los soldados afroestadounidenses que lucharon durante la Guerra Civil, y sobre todo del regimiento, que fue el centro de la película donde se recreó nuevamente la batalla histórica que lo hizo famoso, y que se le conoce con el apodo de "El regimiento de la Gloria".
Años después de la recreación filmográfica, se supo que el sub-nombre de "Gloria" fue debido a que lo utilizó uno de los hombres del regimiento: El sargento primero Robert John Simmons, que tenía 26 años de edad y formaba parte de la Compañía B.
R. J. Simmons, fue alistado por Frances George Shaw (padre del coronel Shaw), el escritor William Wells Brown lo describió como "un joven capacitado para aprender sobre la ciencia de la guerra". En su libro "The Negro in the American Rebellion" W.W. Brown escribió que F.G. Shaw tenía en alta estima al sargento primero Simmons y que sería un “gran soldado”. El coronel Shaw también tenía la misma opinión. También fue mencionado en un artículo del semanario Columbus Enquirer en el año 1863, donde se comentaba que "...era un hombre bueno y educado. Fue herido y detenido en Charleston, sus propios captores también quedaron impresionados. Después de que le fuera amputado un brazo, perdió la vida". El periódico también escribió que él decía que "luchó por la gloria".

## 2008 reactivación
La unidad se reactivó el 21 de noviembre de 2008 para ejercer como Guardia Nacional de Massachusetts para rendir honores militares en actos como funerales y otras ceremonias estatales. Esta nueva unidad se conoce como el 54.º Regimiento de Voluntarios de Massachusetts.